# Haider al-Abadi
Haider Al-Abadi (arabisk: حيدر العبادي, født 1952 i Bagdad) er en irakisk politiker og talsmand for det shiamuslimske Dawa-parti. Han blev 11. august 2014 nomineret af præsident Fuad Masum til at danne regering i Irak inden for 30 dage. Den siddende premierminister Nuri al-Maliki mente at han i stedet som leder af det største parti i parlamentet efter parlamentsvalget i Irak 2014, burde fortsætte med en tredje periode som premierminister.
Haider al-Abadi var i eksil i Storbritannien under Saddam Husseins styre, hvor han en fik en ph.d. som elektroingeniør. Efter Saddams fald var han rådgiver for FN om reformprocessen i Irak. Abadi vendte tilbage til Irak i 2003 hvor han blev kommunikationsminister. Han var været medlem af Iraks parlament siden 2006. Han var første viceformand for parlamentet da han blev nomineret til premierminster.